# Rafał Gikiewicz
Rafał Gikiewicz (Olsztyn, 26 ottobre 1987) è un calciatore polacco, portiere del Widzew Łódź.
Ha un fratello, Łukasz, anch'egli calciatore professionista.

## Carriera
Dopo aver giocato per diverse stagioni in Polonia, si trasferisce in Germania, giocando con squadre di seconda divisione. Nel 2016 debutta con il Friburgo in Bundesliga. Nel 2018 si trasferisce all'Union Berlino, club con cui riesce a ottenere la promozione della seconda divisione tedesca alla Bundesliga al suo primo anno.

## Statistiche

### Presenze e reti nei club
Statistiche aggiornate al 7 luglio 2017.
| Stagione                      | Squadra                       | Campionato                    | Campionato | Campionato | Coppe nazionali | Coppe nazionali | Coppe nazionali | Coppe continentali | Coppe continentali | Coppe continentali | Altre coppe | Altre coppe | Altre coppe | Totale | Totale | Totale |
| Stagione                      | Squadra                       | Comp                          | Pres       | Reti       | Comp            | Pres            | Reti            | Comp               | Pres               | Reti               | Comp        | Pres        | Reti        | Pres   | Reti   |        |
| ----------------------------- | ----------------------------- | ----------------------------- | ---------- | ---------- | --------------- | --------------- | --------------- | ------------------ | ------------------ | ------------------ | ----------- | ----------- | ----------- | ------ | ------ | ------ |
| 2007-2008                     | Wigry Suwałki                 | 3L                            | 28         | -17        | CS              | 0               | 0               |                    | -                  | -                  |             | -           | -           | 28     | -17    |        |
| 2008-2009                     | Jagiellonia                   | EK                            | 8          | -7         | CS              | 0               | 0               |                    | -                  | -                  |             | -           | -           | 8      | -7     |        |
| 2009-2010                     | Jagiellonia                   | EK                            | 8          | -10        | CS              | 6               | -5              |                    | -                  | -                  |             | -           | -           | 14     | -15    |        |
| Totale Jagiellonia            | Totale Jagiellonia            | Totale Jagiellonia            | 16         | -17        |                 | 6               | -5              |                    | -                  | -                  |             | -           | -           | 22     | -23    |        |
| 2010-2011                     | OKS 1945 Olsztyn              | 2L                            | 11         | -15        | CS              | 1               | 0               | SP                 | 0                  | 0                  |             | -           | -           | 12     | -15    |        |
| 2011-2012                     | Śląsk Breslavia               | EK                            | 5          | -5         | CS              | 2               | -1              |                    | -                  | -                  |             | -           | -           | 7      | -6     |        |
| 2012-2013                     | Śląsk Breslavia               | EK                            | 10         | -13        | CS              | 6               | -7              | SP                 | 1                  | -1                 |             | -           | -           | 17     | -21    |        |
| 2013-2014                     | Śląsk Breslavia               | EK                            | 11         | -14        | CS              | 1               | -1              |                    | -                  | -                  |             | -           | -           | 12     | -15    |        |
| Totale Slask Wroclaw          | Totale Slask Wroclaw          | Totale Slask Wroclaw          | 26         | -32        |                 | 9               | -9              |                    | -                  | -                  |             | 1           | 1-          | 36     | -42    |        |
| 2014-2015                     | Eintracht Braunschweig        | 2B                            | 33         | -39        | CG              | 3               | -2              |                    | -                  | -                  |             | -           | -           | 36     | -41    |        |
| 2015-2016                     | Eintracht Braunschweig        | 2B                            | 33         | -36        | CG              | 3               | -3              |                    | -                  | -                  |             | -           | -           | 36     | -39    |        |
| Totale Eintracht Braunschweig | Totale Eintracht Braunschweig | Totale Eintracht Braunschweig | 66         | -75        |                 | 6               | -5              |                    | -                  | -                  |             | -           | -           | 72     | -80    |        |
| 2016-2017                     | Friburgo                      | BL                            | 0          | 0          | CG              | 1               | -3              |                    | -                  | -                  |             | -           | -           | 1      | -3     |        |
| 2017-2018                     | Friburgo                      | BL                            | 2          | -3         | CG              | 0               | 0               |                    | -                  | -                  |             | -           | -           | 2      | -3     |        |
| Totale Friburgo               | Totale Friburgo               | Totale Friburgo               | 2          | -3         |                 | 1               | -3              |                    | -                  | -                  |             | -           | -           | 3      | -6     |        |
| 2018-2019                     | Union Berlino                 | 2B                            | 0          | 0          | CG              | 0               | 0               |                    | -                  | -                  |             | -           | -           | 0      | 0      |        |
| Totale carriera               | Totale carriera               | Totale carriera               | 147        | -156       |                 | 23              | -22             |                    | -                  | -                  |             | 1           | -1          | 171    | -179   |        |

## Palmarès
- Coppa di Polonia: 1

Jagiellonia: 2009-2010
- Campionato polacco: 1

Śląsk Breslavia: 2011-2012
- Supercoppa di Polonia: 1

Śląsk Breslavia: 2012